# スーパーマリン ナイトホーク

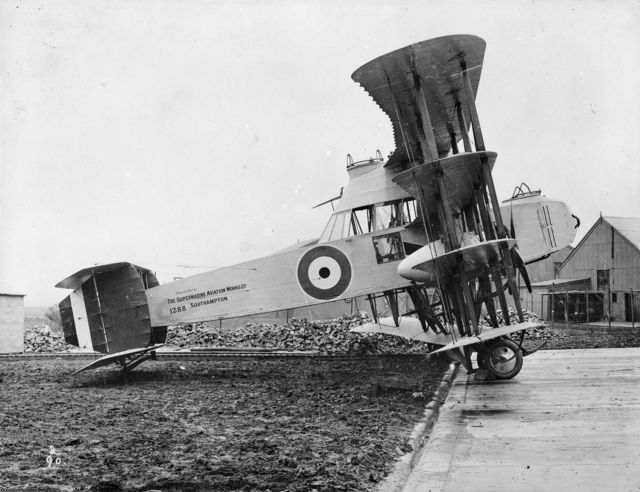
P.B.31E Night Hawk

スーパーマリン ナイト・ホークまたはペンバートン・ビリング ナイト・ホーク（P.B.31E Night Hawk）は、イギリスの飛行船迎撃用に開発された4葉双発機である。1916年にスーパーマリン・アビエーション・ワークス社と改称された後の最初の機体である。1917年2月、Clifford Prodgerの操縦で初飛行した。
4枚の主翼と2枚の水平尾翼を持ち、胴体は2枚目の主翼と3枚目の主翼の間にあり、高空を飛来する飛行船を迎撃するためにコクピットは開放式でなく、加温された。サーチライトを備え、胴体の上部に37ｍｍ砲と2基の7.7ｍｍルイス機関銃が装備された。サーチライトの電力を供給するためにエンジンと発電機が装備された。3人から5人の乗員を乗せて、9時間から18時間、滞空してイギリスに対するツェッペリン飛行船の攻撃を迎撃する構想であった。
計画では121 km/hの速度がでるはずであったが、実際は高度1,981 mで97 km/hの速度しか得られず、10,000 ft (3,048 m)の高度まで上昇するのに1時間以上かかった。アンザニ・エンジンは信頼性に乏しく、オーバーヒートを起こす悪癖があり、予定された滞空時間も得られなかったため、飛行船迎撃用には不適であり、1機の試作だけで終わった。

## 性能要目
- 乗員: 4名
- 全長：11.28 m
- 全幅 ：18.29 m
- 高さ：5.39 m
- 翼面積：89.2 m2
- 空虚重量：1,671 kg
- 全備重量：2,794 kg
- 飛行機関：アンザニ レシプロ星型エンジン, 100 hp (75 kW)2基
- 最大速度 ：121 km/h
- 航続時間 ：（計画値、未達成）9時間から18時間